# Gymnasium Muttenz
Das Gymnasium Muttenz ist eine Maturitäts- und Fachmaturitätsschule in Muttenz im Kanton Basel-Landschaft.

## Bildungsangebote

### Maturitätsabteilung

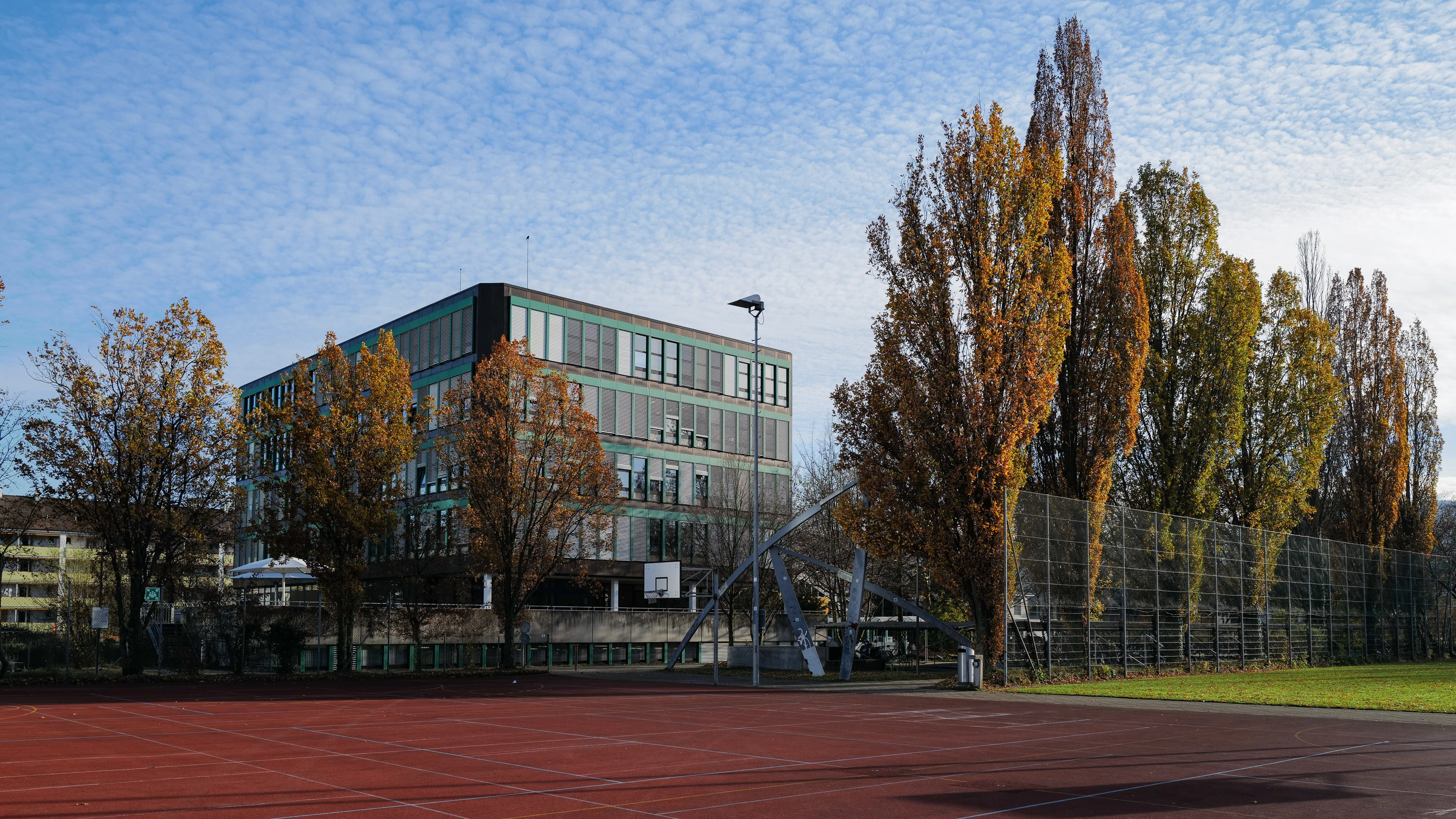
Gymnasium Muttenz, Foto: Daniel Nussbaumer

An der Maturitätsabteilung des Gymnasiums Muttenz können die Lernenden nach vier Jahren Schulzeit die eidgenössische Matur in den folgenden Schwerpunktfächern ablegen: Mathematik/Physik (A), Biologie/Chemie (B), Italienisch (I), Latein (L), Musik (M), Spanisch (S), Wirtschaft/Recht (W), Bildnerisches Gestalten (Z). Neben diesem Angebot an Schwerpunktfächern können die Lernenden eine Immersionsklasse (E) besuchen, bei der der Unterricht in einigen Fächern auf Englisch stattfindet. Die Lernenden erhalten ein Maturazeugnis mit dem Vermerk «zweisprachige Matur in Deutsch und Englisch».

### FMS und Fachmaturität
An der FMS, der Fachmittelschule, können die Lernenden nach drei Jahren Schulzeit den Fachmittelschul-Ausweis erlangen. Dazu wählen sie eines der folgenden Berufsfelder: Gesundheit/Naturwissenschaften, Kunst und Gestaltung, Pädagogik, Soziale Arbeit oder Musik. Daran anschliessend können sie in einem weiteren vierten Jahr die Fachmaturität erlangen, die zum Studium an einer Fachhochschule berechtigt.
Der Unterricht an der FMS zeichnet sich durch seine Praxisnähe aus. Während den Berufsorientierungstagen, im wöchentlichen Berufsfeldunterricht, dem dreiwöchigen Praktikum sowie den Berufsfeld Plus-Kursen im dritten Schuljahr erhalten die Lernenden einen fundierten Einblick in das von ihnen gewählte Berufsfeld. Im vierten Jahr verfassen sie im Rahmen des Praktikums oder Vorkurses (BF Kunst und Gestaltung sowie BF Pädagogik) die Fachmaturitätsarbeit (FMA), die einen festen Bestandteil zum Erwerb der Fachmaturität darstellt.

### Partnerschule
Als Partnerschule der PH FHNW (Pädagogische Hochschule Fachhochschule Nordwestschweiz) bietet das Gymnasium Muttenz den angehenden Lehrpersonen eine Praktikumsausbildung während eines Schuljahres. Die schulinternen Praxislehrpersonen unterstützen die PH-Studierenden beim Berufseinstieg und tauschen sich regelmässig mit den Mitarbeitenden der Hochschule aus.

## Unterricht

### Überblick
Der Unterricht findet grundsätzlich im Klassenverband statt. Darüber hinaus gibt es verschiedene Gefässe, in denen die Lernenden nicht im Klassenverband unterrichtet werden. Eines dieser Gefässe ist der Halbklassenunterricht, bei dem nur eine Hälfte der Klasse Unterricht hat. Das betrifft an der Maturitätsabteilung zum Beispiel die Arbeit im Labor in den B-Klassen oder den Fremdsprachenunterricht, an der Fachmaturitätsschule den Berufsfeldunterricht.
In den vierten Klassen können die Schülerinnen und Schüler in der Maturitätsabteilung zusätzlich zu den regulären Fächern Wahlkurse und Ergänzungsfächer wählen. Diese finden während des ganzen vierten Schuljahres statt. Ergänzungsfächer können als fünftes Maturfach anstelle von Englisch abgeschlossen werden. Mündliche Maturaprüfungen finden im Wahlkurs dann statt, wenn dieser an ein Stammfach (M, D, F oder E) gekoppelt ist. An der FMS entsprechen diesen Gefässen im Abschlussjahr die Angebote im Projektunterricht.

### SLSplus
Das SLSplus-Konzept hat das Ziel, das selbstständige Lernen der Schülerinnen und Schüler an der Maturabteilung zu fördern. Es entstand als Reaktion auf Evaluationen u. a. der ETH Zürich, nach denen die Studierenden in den Anfangssemestern Schwierigkeiten hätten, sich im komplexen Studienalltag zurechtzufinden. Vor allem aber bereitet das SLSplus die Schülerinnen und Schüler auf das Verfassen einer Maturaarbeit vor. Das Konzept ermöglicht selbstständiges Lernen in zwei Unterrichtsgefässen:
- Im zweiten Schuljahr arbeiten die Klassen an interdisziplinären Projekten. Lehrpersonen der Fächer Geographie und Geschichte unterrichten hierfür je ein Semester lang mit einem anderen Fach zusammen, also bspw. Geographie und Englisch im ersten Semester und Geschichte und Chemie im zweiten Semester. Dabei werden konkrete Themen aus der Perspektive beider Fächer bearbeitet. Methodisch liegt der Schwerpunkt auf dem wissenschaftlichen Arbeiten und dem richtigen Umgang mit Fachliteratur.
- Im SLS, dem Selbstlern-Semester, lernen die Schülerinnen und Schüler im ersten Semester der dritten Klasse selbstständig in den Fächern Deutsch, Mathematik, Französisch, Englisch und im Schwerpunktfach. In den SLS-Stunden können die Lernenden selbst entscheiden, an welchem Projekt aus welchem Fach sie arbeiten. Die individuellen Projekte oder Gruppenarbeiten werden benotet. Methodisch werden die Erkenntnisse aus den interdisziplinären Projekten vertieft, indem sie selbstständig angewandt werden.

### Selbstständige Arbeiten Lernender (SAL)
Die Schülerinnen und Schüler an der Maturitätsabteilung und an der FMS schreiben in ihrer Schullaufbahn eine längere Arbeit, in der sie wissenschaftliches Arbeiten mit Blick auf die Universität und Fachhochschule erlernen.
In der Maturaarbeit (MA), die im dritten und vierten Schuljahr entsteht, greifen die Schülerinnen und Schüler auf das Erlernte aus den interdisziplinären Projekten und dem SLS zurück. Sie bearbeiten eine eigene Problemstellung wissenschaftlich oder produktiv und erstellen so eine erste wissenschaftliche Arbeit oder ein eigenes gestalterisches Projekt. Die Maturaarbeit und ihre Präsentation ergeben eine ganz zählende, maturrelevante Note.
Die Selbstständige Arbeit (SeA) in der FMS knüpft an ein dreiwöchiges Praktikum zu Beginn der zweiten Klasse an. Die Schülerinnen und Schüler bearbeiten in der SeA ein Thema aus ihrem Berufsfeld und reflektieren dabei ihre Erfahrungen aus den Praktika, wobei auch produktive Arbeiten möglich sind. Die SeA und ihre Präsentation ergeben eine promotionsrelevante Note für das FMS-Abschlusszeugnis.

### Digitalisierung
Seit dem Schuljahr 2021/22 arbeiten alle Lernenden an der Maturitätsabteilung und an der FMS an und mit ihren eigenen Computern. Die Digitalisierung des Unterrichts findet im Rahmen der Digitalisierungsstrategie des Kantons Baselland statt. Das Gymnasium Muttenz hat zusammen mit dem Gymnasium Liestal seit dem Schuljahr 2018/19 früh Erfahrungen mit dem Einsatz von eigenen Geräten im Unterricht mit Pilotklassen gesammelt.

### Politische Bildung
Politische Bildung ist am Gymnasium und der FMS gemäss dem schulinternen Lehrplan ein fester Bestandteil im Geschichts-, Geographie- und Wirtschaftsunterricht. Im dritten Gymnasialjahr wird das Fach zudem in einer weiteren Jahreslektion von der Geschichtslehrperson unterrichtet. Konkret können die Lernenden Politik an Diskussionsrunden und Wahlpodien mit amtierenden und zukünftigen Politikerinnen und Politikern erleben, die regelmässig an der Schule stattfinden. Besondere Bedeutung haben auch Exkursionen ins Bundeshaus oder der Besuch kantonaler Institutionen, wo die Schülerinnen und Schüler die Gelegenheit haben, sich mit den Mitgliedern der nationalen und kantonalen Exekutive und Legislative auszutauschen.

### Sport
Die Sportfachschaft organisiert jedes Jahr im Sommer einen Sporttag, der es den Schülerinnen und Schülern ermöglicht, verschiedene Sportarten auszuprobieren oder sich als Einzelperson oder auch als Klasse mit anderen zu messen. Der Wintersporttag steht im Zeichen des Schneesports: Ski- und Snowboardfahren, Langlaufen, Schlitteln und Winterwandern stehen zur Auswahl.

Nebst dem regulären Sportunterricht belegen die Lernenden während zwei Quartalen im 3. und 4. Schuljahr einen Wahlfachsportkurs, der einen Einblick in Sportarten ermöglicht, die im Regelunterricht nicht vertieft werden können.

Sportlich interessierte und talentierte Schülerinnen und Schüler können an den kantonalen Sportturnieren teilnehmen, die von je einem baselländischen Gymnasium organisiert werden. Das kantonale Siegerteam qualifiziert sich automatisch für die Schweizer Meisterschaft in der jeweiligen Sportart. Ebenfalls fest im sportlichen Programm verankert ist die Gymnasiade, ein Leichtatheletikwettkampf, an dem leistungsstarke Lernende aller baselländischen und baselstädtischen Gymnasien teilnehmen können.

### Schulentwicklung
Aktueller Schwerpunkt der Schulentwicklung ist das Thema Prüfungskultur. Ab 2024 beginnt die Umsetzung der Weiterentwicklung der gymnasialen Matur. In einigen Bereichen der Schulentwicklung findet auch ein Austausch mit der Universität Basel statt.

### Sprachzertifikate
Die Lernenden an beiden Abteilungen können Sprachkurse belegen, die auf international anerkannte Sprachdiplome in Englisch (Cambridge und IELTS) und Französisch (DELF) vorbereiten.

### Sprachaufenthalte und Austauschprogramme
Lernende, die sich für einen Sprachaufenthalt oder ein Austauschprogramm interessieren, werden in ihrem Vorhaben unterstützt. Besonders leistungsfähige Schülerinnen und Schüler können nach einem Austauschjahr in ihre Regelklassen zurückkehren. Ausserdem bietet die Schule die Möglichkeit, dank der kantonalen Partnerschaft mit der Schweizer Schule in Chile, dem Colegio Suizo de Santiago, ein Semester in Santiago de Chile zu verbringen. Gleichzeitig können Austauschschülerinnen und -schüler aus allen Ländern während eines Semesters oder Schuljahres die FMS oder das Gymnasium besuchen.

### Besondere Gefässe
In der Woche vor den Sommerferien findet jedes Schuljahr eine Wahlfach-Woche statt. In dieser Woche können die Lernenden der ersten und zweiten Klassen individuell einen Workshop oder einen Kurs auswählen. Auch in der Woche vor den Herbstferien findet der Unterricht in unterschiedlichen Gefässen (Themen- oder UNESCO Woche) statt.
Seit 2017 bietet das Gymnasium den Wahlkurs Musical für Schülerinnen und Schüler im letzten Gymnasialjahr an. Die Lernenden bereiten in diesem einjährigen Kurs ein Musical vor, das sie im Birsfeldner Theater Roxy in englischer Sprache aufführen. Die Stücke werden jeweils an den Kurs angepasst und entsprechend umgeschrieben. Abgesehen von der Darbietung auf der Bühne sind die beteiligten Lernenden verantwortlich für die Choreographien, das Bühnenbild, das Programmheft sowie für Technik und Regie.

## Unterstützungsangebote

### BRAVO
Die Beratung vor Ort ist ein vertrauliches psychologisches Beratungsangebot. Dabei bietet die Schulpsychologin einmal wöchentlich Gesprächstermine vor Ort an.

### LernBegleitung
Die interne LernBegleitung unterstützt die Lernenden bei schulischen Herausforderungen und bietet individuelle Coachinggespräche an. Das Angebot der Lerncoaches ist freiwillig und richtet sich in erster Linie an die Erstklässlerinnen und Erstklässler.

### Begabungsförderung
Im Rahmen der Begabungsförderung werden leistungsstarke Lernende einerseits darin unterstützt, an Wissenschaftsolympiaden teilzunehmen. Andererseits können sie im Rahmen des Schülerinnen- und Schülerstudiums an Vorlesungen und Seminaren der Universität Basel teilnehmen.

## Geschichte

### Überblick
Nach der Kantonstrennung dauerte es einige Zeit, bis im Kanton Basel-Landschaft die ersten Sekundarschulen gegründet wurden. Während in Basel die ältesten Gymnasien im 16. Jahrhundert (Gymnasium am Münsterplatz 1589) und im frühen 19. Jahrhundert («Töchterschule» 1779/1813, heute: Gymnasium Leonhard) entstanden, wurde das erste Gymnasium im Baselbiet 1963 in Liestal gegründet. Dem folgten dann die Gymnasien Münchenstein (1964), Laufen (1969) und zuletzt Oberwil und Muttenz (beide 1972).

### Baugeschichte

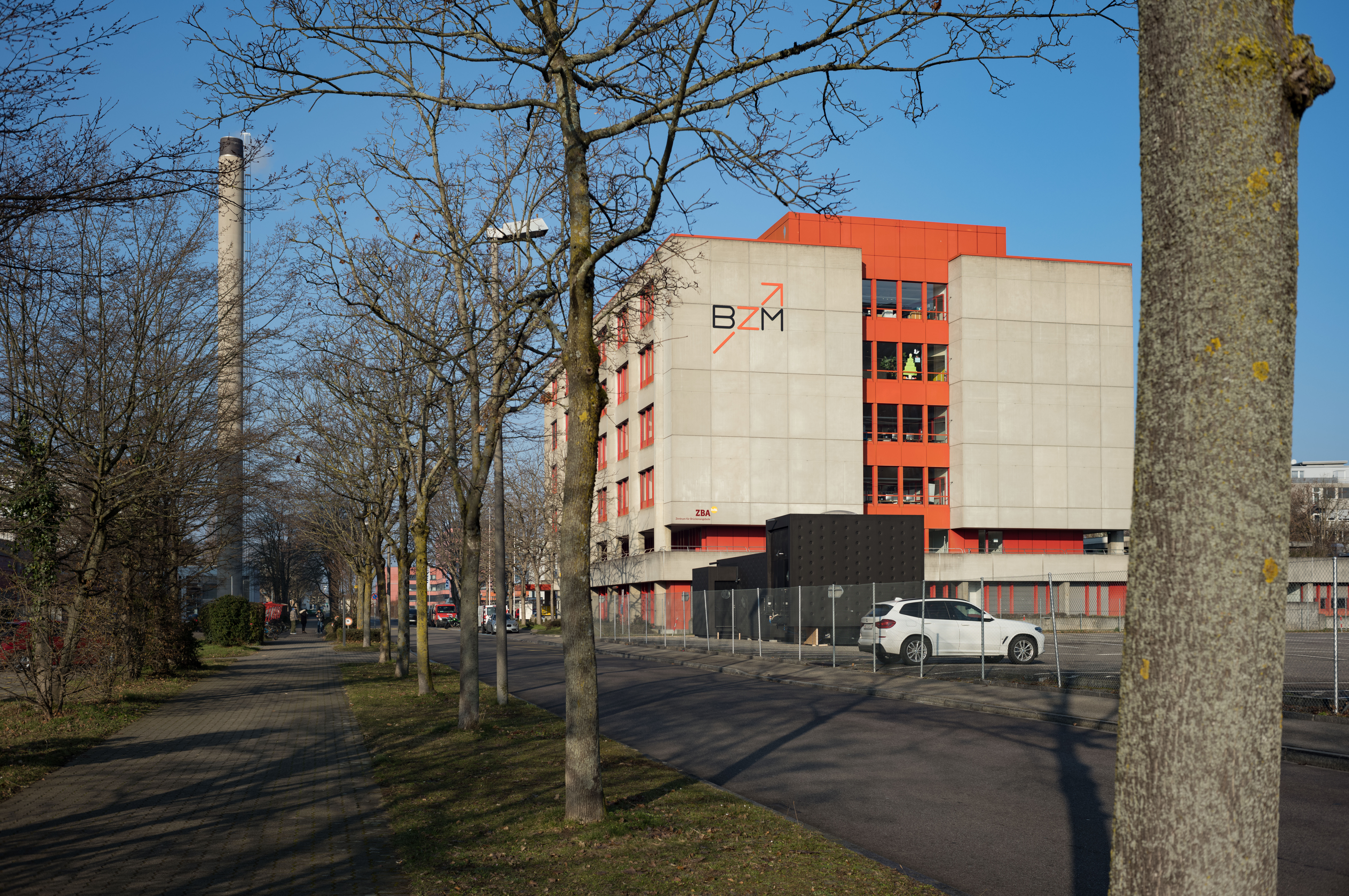
Bildungszentrum Muttenz (BZM). Foto: Daniel Nussbaumer

Wie bei allen basellandschaftlichen Gymnasien begann die Geschichte des Gymnasiums Muttenz 1972 in einer Übergangslösung, und zwar in einem Pavillon an der Gründenstrasse 87, in dem sich jetzt die FOS Muttenz befindet. Das Gymnasium erhielt 1974 die eidgenössische Anerkennung und konnte 1980 in das heutige Gebäude an der Gründenstrasse 30 ziehen. 2000 wurde das Bildungszentrum kvBL Muttenz (BZM) an der Kriegackerstrasse 30 als weiterer Schulstandort eröffnet, in dem seither die FMS untergebracht ist. 2016 kam ein Pavillon auf dem Gründenareal dazu.

### Organisation
Die Schulleitung besteht aktuell aus einer Rektorin, 2 Konrektoren und einer Leiterin der Abteilung FMS. Der Schulrat unterstützt die Schulleitung vor allem bei der strategischen Ausrichtung und bei Rekursfällen. Alle Schulen unterstehen der Bildungs-, Kultur- und Sportdirektion des Kantons Basel-Landschaft, die Gymnasien dem Amt Berufsbildung, Mittelschulen und Hochschulen.

### Einzugsgebiet
Grundsätzlich können sich Schülerinnen und Schüler aus dem Einzugsgebiet des Gymnasiums Muttenz an der Schule anmelden. Zusätzlich regelt seit 1998 eine gesetzliche Vereinbarung zwischen den Kantonen Basel-Landschaft und Aargau, dass Lernende aus dem Fricktal auch die Möglichkeit haben, das Gymnasium Muttenz zu besuchen. Der Vertrag endet mit dem Beginn des Schuljahres 2025/26 mit der Eröffnung der Fricktaler Mittelschule in Stein. Ab dem Schuljahr 2029/30 werden alle Fricktaler Schülerinnen und Schüler die Mittelschule im Aargau besuchen.

### Polyfeld
Im Unterschied zu den anderen basellandschaftlichen Gymnasien ist das Gymnasium Muttenz eingebettet in einen Campus, der mittlerweile Polyfeld heisst. Dazu gehören das Zentrum für Brückenangebote im BZM, die Berufsfachschule und die FHNW. Vor allem der Bau der neuen FHNW (Eröffnung 2018) hat das Areal massgeblich verändert. Seit 2023 wird das alte FHNW-Gebäude an der Gründenstrasse umgebaut. Auf dem Gelände entsteht der Sek II Campus Polyfeld, der die Vernetzung der nachobligatorischen Bildungsangebote im Kanton ermöglicht.

## Schulkultur

### Kulturkommission
Am Gymnasium Muttenz finden regelmässig Kulturveranstaltungen statt, die von der Kulturkommission (KuKo) koordiniert und meist auch initiiert werden. 2001 gründete eine Gruppe von Lehrpersonen gemeinsam die KuKo. Sie hat sich zum Ziel gesetzt, die Disziplinen der einzelnen Fächer zu verbinden und die Kultur an der Schule für alle erlebbar zu machen. Die KuKo organisiert Mittagsveranstaltungen zu gesellschaftlichen und kulturellen Themen, um das Bildungsangebot der Schule zu erweitern und zu vertiefen. Der Schulblog Entfalter berichtet über die diversen Angebote.

### Chor
Der Gym Chor Muttenz besteht seit ungefähr 30 Jahren und bildet mit dem 2007 gegründeten Kammerchor einen festen Bestandteil des kulturellen Angebots der Schule. Während der Kammerchor als Fördermodell für besonders begabte Sängerinnen und Sänger fungiert, richtet sich der Gym Chor sowohl an Lernende mit dem Schwerpunktfach Musik als auch an andere Interessierte. Das jährlich stattfindende Chorlager sowie die Konzertreisen ins Ausland fördern den Zusammenhalt und den Austausch zwischen erfahrenen Chormitgliedern und jüngeren Semestern. Ausserdem trägt der Chor mit seinen Austauschprojekten mit europäischen Jugendchören zur internationalen Verständigung unter Jugendlichen bei. Der Gym Chor hat durch Projekte mit dem Sinfonieorchester und dem Kammerorchester Basel sowie jüngst mit Haydns Schöpfung in Kooperation mit dem Theater Basel regionale Aufmerksamkeit erlangt. Für ihr Engagement und ihre qualitativ hochstehende Arbeit wurde die Chorleitung der Gymnasien Muttenz und Liestal 2019 mit dem Kulturpreis Baselland ausgezeichnet.

### Theater
Lernende des Gymnasiums können entweder im Freifach oder im Klassenverband Theatererfahrung auf und hinter der Bühne sammeln. Eine breite Palette an Theaterproduktionen, wie z. B. Marionettenspiele, Klassenstücke, Tanztheater, Kunstperformances und Improvisationstheater wurde im Laufe des 50-jährigen Bestehens auf den Schulbühnen gezeigt. Die Kurse werden von Lehrpersonen, Theaterpädagoginnen und -pädagogen oder Schauspielenden geleitet.

### Nachhaltigkeitsgruppe
Die aus Lehrpersonen und Lernenden bestehende Nachhaltigkeitsgruppe engagiert sich für den Umweltschutz und die Nachhaltigkeit in und um die Schule. Die Gruppe formierte sich im Januar 2007 im Nachgang an die Konventsabstimmung über ein allgemeines Flugverbot, als das Kollegium zum dritten Mal seit 1994 das Flugreiseverbot der Schule bestätigte, um zur Verbesserung des Weltklimas beizutragen. Die Nachhaltigkeitsgruppe führt Aktionen zu aktuellen Themen wie Littering, Energieverbrauch, alternative Energien und atomaren Abfälle durch und fördert das Umweltbewusstsein der Lernenden mit Second-Hand-Kleiderbasaren, Flickwerkstätten und dem Verkauf von regionalen Hochstammäpfeln. Zum 50-jährigen Jubiläum kollaborierte die Gruppe mit der Gemeinde Muttenz und organisierte eine Baumpflanzaktion. Die Schülerschaft pflanzte insgesamt 900 Jungbäume auf der Rütihard und half beim Anlegen einer natürlichen Hecke mit.

### GesundheitsgruppeZOOM
Das Bildungsgesetz des Kantons Basel-Landschaft schreibt vor, dass «Schülerinnen und Schüler der öffentlichen Schulen Anspruch auf Gesundheitsförderung und Suchtprävention [haben]». Um diesem Anspruch gerecht zu werden, hat das Gymnasium Muttenz, welches Teil des Schweizerischen Netzwerks für gesundheitsfördernde Schulen ist, 2006 ZOOM, eine Gruppe für Gesundheitsförderung und Suchtprävention, ins Leben gerufen. ZOOM setzt sich aus Lehrpersonen unterschiedlicher Fächer zusammen und ist als Steuergruppe für die Erarbeitung und Umsetzung des schulischen Gesundheitskonzepts verantwortlich. Mit obligatorischen Workshops im Klassenverband und freiwilligen Kursen werden die Lernenden in Medienkompetenz, Sucht- und Gewaltprävention sowie im Umgang mit Stress und Druck im schulischen Kontext geschult. Die Gruppe arbeitet eng mit dem Blauen Kreuz, dem Jugenddienst der Baselbieter Polizei, der Stiftung Ersthelfer Nordwestschweiz und der Fachschaft Sport zusammen. Seit dem Schuljahr 2021/2022 ist die psychische Gesundheit der Lernenden ein weiterer wichtiger Aspekt der Gesundheitsförderung. In Kooperation mit der schulinternen Psychologin des Beratungsangebots BRAVO und anderen Experten wurde im Frühjahr 2022 eine obligatorische Weiterbildung für alle Lehrpersonen durchgeführt.
Im Rahmen der Gesundheitsförderung des gesamten Schulpersonals setzt sich die Gruppe für eine gesundheitsfördernde Atmosphäre am Gymnasium und an der FMS Muttenz ein.

### Entfalter
Der Entfalter ist das offizielle Magazin des Gymnasiums und der FMS Muttenz. Es wird von einer Redaktion aus Lehrpersonen betreut und erscheint in gedruckter Form zweimal pro Schuljahr. Der Entfalter wird an die Lernenden, die Angestellten und zugewandte Institutionen und Personen versandt. Daneben werden Berichte zum aktuellen Geschehen an der Schule auf dem Blog veröffentlicht. Er ist auch das digitale Archiv der Druckausgaben.

### Schülerinnen- und Schülerorganisation (SO)
Als Bindeglied zwischen der Schülerschaft und den Lehrpersonen sowie der Schulleitung setzt sich die Schülerinnen- und Schülerorganisation (SO) für die Anliegen der Lernenden ein. Der SO-Vorstand leitet die Organisation und vertritt die Schülerschaft in den schulischen Gremien wie dem Schulrat und dem Konvent.

## Labels

### MINT
2019 wurde das Gymnasium Muttenz von der Kommission für Nachwuchsförderung der Akademie der Naturwissenschaften (scnat) als MINT-aktive Schule zertifiziert. Das Label besagt, dass die damit ausgezeichneten Schulen die MINT-Fächer Mathematik, Informatik, Naturwissenschaft und Technik bewusst fördern. Das Gymnasium bietet neben den Schwerpunktfächern Mathematik/Physik (A) und Biologie/Chemie (B) zahlreiche MINT-Kurse im Wahlkursbereich an.
Im Jahr der Zertifizierung nahm das Gymnasium Muttenz am Projekt Klimagarten 2085 des Zürich-Based Plant Science Centers teil.
Im November 2022 fand in Zusammenarbeit mit der Schweizerischen Akademie der Technischen Wissenschaften (SATW) ein TecDay zum Thema Nachhaltigkeit für alle Lernenden statt. MINT-interessierte Lernende werden ferner dazu motiviert, an Wissenschaftsolympiaden und an dem jährlichen Nationalen Wettbewerb von Schweizer Jugend Forscht teilzunehmen. Das Gymnasium Muttenz ist ausserdem Gründungsmitglied des Vereins BioValley College Network, dessen Ziel es ist, die Gymnasien im Dreiländereck im Bereich Life Sciences zu vernetzen.

### UNESCO
Als UNESCO-zertifizierte Schule solidarisieren sich die Lehrpersonen und Mitarbeitenden mit den Zielen der UNESCO. Im Unterricht, in Projekten, Lagerwochen und Workshops werden die Lernenden für Themen wie die Verwirklichung von Frieden, internationale Verständigung, Einhaltung der Menschenrechte, den Zugang zu Wissen für alle sowie für eine nachhaltige Entwicklung sensibilisiert.

## Ehemalige

### Ehemaligenverein
Der Ehemaligenverein des Gymnasiums, der ehemaligen DMS und der FMS Muttenz fördert die Interessen und Anliegen der Schule und steht allen ehemaligen Lernenden, gegenwärtigen und ehemaligen Lehrpersonen sowie Mitarbeitenden offen. Er beteiligt sich ideell und materiell an Schulprojekten und trägt zum Austausch zwischen Ehemaligen und Aktiven bei. Ausserdem unterstützt das Netzwerk durch die Vermittlung von Auskunfts- und Fachpersonen, Institutionen oder anderen Wissensquellen Lernende beim Schreiben einer Matura-, Selbstständigen oder Fachmaturitätsarbeit.

### Alumni
- Ernst Hafen (* 1956), Biologe, ehemaliger Präsident der ETH Zürich
- Eva Herzog (* 1961), Politikerin, Historikerin und Kulturmanagerin,
- Andreas Meyer (* 1961), Manager und Jurist
- Kathrin Schweizer (* 1969), Politikerin
- Thomi Jourdan (* 1974), Politiker
- Stephan Burgunder (* 1975), Politiker
- Ronja Jansen (* 1995), Politikerin